# (181868) 1999 CG119
1999 سي جي 119 (ويعرف أيضًا باسم (181868) 1999 سي جي 119 وفق تسمية الكوكب الصغير) (بالإنجليزية: 1999 CG119)‏ هو كويكب ضمن حزام الكويكبات؛ وترتيبه 181868 من حيث الاكتشاف.
اكتُشف هذا الجُرم الفلكي بواسطة جين لوو في 11 فبراير 1999.

## وصلات خارجية
- (181868) 1999 CG119 في قاعدة بيانات مختبر الدفع النفاث لأجرام النظام الشمسي الصغيرة

- الاكتشاف · مخطط المدار ·  العناصر المدارية · المعلمات المادية

- (181868) 1999 CG119 على موقع ويكي سكاي: DSS2, SDSS, GALEX, IRAS, Hydrogen α, X-Ray, Astrophoto, Sky Map, Articles and images